# FX sur Hulu
 (décembre 2021).
La mise en forme du texte ne suit pas les recommandations de Wikipédia : il faut le « wikifier ».
Les points d'amélioration suivants sont les cas les plus fréquents :
- Les titres sont pré-formatés par le logiciel. Ils ne sont ni en capitales, ni en gras.
- Le texte ne doit pas être écrit en capitales (les noms de famille non plus), ni en gras, ni en italique, ni en « petit »…
- Le gras n'est utilisé que pour surligner le titre de l'article dans l'introduction, une seule fois.
- L'italique est rarement utilisé : mots en langue étrangère, titres d'œuvres, noms de bateaux, etc.
- Les citations ne sont pas en italique mais en corps de texte normal. Elles sont entourées par des guillemets français : « et ».
- Les listes à puces sont à éviter, des paragraphes rédigés étant largement préférés. Les tableaux sont à réserver à la présentation de données structurées (résultats, etc.).
- Les appels de note de bas de page (petits chiffres en exposant, introduits par l'outil «  Source ») sont à placer entre la fin de phrase et le point final[comme ça].
- Les liens internes (vers d'autres articles de Wikipédia) sont à choisir avec parcimonie. Créez des liens vers des articles approfondissant le sujet. Les termes génériques sans rapport avec le sujet sont à éviter, ainsi que les répétitions de liens vers un même terme.
- Les liens externes sont à placer uniquement dans une section « Liens externes », à la fin de l'article. Ces liens sont à choisir avec parcimonie suivant les règles définies. Si un lien sert de source à l'article, son insertion dans le texte est à faire par les notes de bas de page.
- La présentation des références doit suivre les conventions bibliographiques. Il est recommandé d'utiliser les modèles {{Ouvrage}}, {{Chapitre}}, {{Article}}, {{Lien web}} et/ou {{Bibliographie}}. Le mode d'édition visuel peut mettre en forme automatiquement les références.
- Insérer une infobox (cadre d'informations à droite) n'est pas obligatoire pour parachever la mise en page.

Pour une aide détaillée, merci de consulter Aide:Wikification.
Si vous pensez que ces points ont été résolus, vous pouvez retirer ce bandeau et améliorer la mise en forme d'un autre article.
 (décembre 2021).
FX sur Hulu (en anglais FX On Hulu) est un hub de contenu sur la plateforme de streaming Hulu qui propose des programmes de FX Networks, une filiale du segment Disney General Entertainment Content de The Walt Disney Company. Lancée le 2 mars 2020, la programmation du hub est proposée sans coût supplémentaire aux abonnés de Hulu. FX on Hulu propose une programmation originale produite par FX spécifiquement pour Hulu, en plus des émissions originales passées et actuelles vues sur les réseaux câblés linéaires FX et FXX.
À partir de 2022, les créations FX on Hulu deviennent des créations FX qui seront considérée sur la plateforme Hulu des séries originals Hulu à la suite de l'exploitation de marque FX dans les autres pays internationaux sur le service Disney +.

## Histoire
En septembre 2017, FX Networks a lancé FX+ un service de streaming sans publicité, exclusif aux abonnés authentifiés sur certains fournisseurs de télévision par câble. À la suite de l'acquisition par Disney de l'ancienne société mère 21st Century Fox, y compris une participation majoritaire dans Hulu, FX+ a été abandonné en août 2019, donc FX sur Hulu a été créé et la plupart de ses contenus ont été intégrés à Hulu.
En novembre 2019, il a été annoncé que FX Networks produirait des programmes originaux pour Hulu ; quatre émissions originales destinées à être lancées sur FX (Devs, Mrs. America, A Teacher et The Old Man) ont été reconverties en premières émissions originales portant la marque "FX on Hulu". Dans le cadre de la "première phase", du 2 au 7 mars 2020, FX sur Hulu a été lancé avec 40 émissions actuelles et de bibliothèque. Les premières émissions portant la marque "FX on Hulu" ont été diffusées pour la première fois sur le réseau câblé FX avant d'être disponibles sur Hulu le jour suivant.

## Programmation
Notez que The Weekly/The New York Times Presents, qui a parfois été décrit comme une émission "FX on Hulu", a été commandé conjointement par FX et Hulu avant le lancement du hub FX on Hulu, et est présenté avec les logos des deux services, contrairement aux séries FX on Hulu qui sont présentées avec le seul logo FX,.

### Drames
| Titre                   | Genre                 | Première           | Saisons et épisodes   | Durée     | Statut                |
| ----------------------- | --------------------- | ------------------ | --------------------- | --------- | --------------------- |
| Devs                    | drame                 | 5 mars 2020        | 8 épisodes            | 43–57 min | mini-série            |
| Mrs. America            | Drame                 | 15 avril 2020      | 9 épisodes            | 43–48 min | mini-série            |
| A Teacher               | Drame                 | 10 novembre 2020   | 10 épisodes           | 21–29 min | mini-série            |
| American Horror Stories | Anthologie            | 15 juillet 2021    | 1 saison, 7 épisodes  | 38–49 min | Renouvelée            |
| Y: Le Dernier Homme     | Science fiction drama | 13 septembre 2021  | 1 saison, 10 épisodes | 48–55 min | Terminée              |
| The Premise             | Anthologie            | 16 septembre 2021, | 1 saison, 5 épisodes  | 30 min    | Terminée              |
| Class of '09            | policier              | 10 mai 2023        | 1 saison, 8 épisodes  | 38–48 min | en cours de diffusion |

### Comédies
| Titre            | Genre   | Première    | Saisons et épisodes  | Durée  | Statut     |
| ---------------- | ------- | ----------- | -------------------- | ------ | ---------- |
| Reservation Dogs | comédie | 9 août 2021 | 1 saison, 8 épisodes | 30 min | Renouvelée |

### Varieté[pasclair]
| Titre         | Genre       | Première     | Saisons et épisodes  | Durée | Statut   |
| ------------- | ----------- | ------------ | -------------------- | ----- | -------- |
| The Choe Show | Mode de vie | 25 juin 2021 | 1 saison, 4 épisodes | n/a   | Terminée |

## Exceptions
- The Americans (2013–18) — En 2014, 21st Century Fox a accordé à Prime Video les droits exclusifs de diffusion en SVOD aux États-Unis pour cette série[14]..

## Distribution internationale
Comme Hulu n'est disponible qu'aux États-Unis, la disponibilité internationale du contenu de FX sur Hulu varie selon les régions[source secondaire souhaitée]. En raison d'accords antérieurs au lancement de Star, le hub de contenu de divertissement général sur Disney+ qui distribue la programmation originale de Hulu et le contenu de FX en dehors des États-Unis, plusieurs programmes de FX sur Hulu peuvent être diffusés par des diffuseurs tiers[source secondaire souhaitée].
Dans certaines parties de l'Europe, la programmation de FX sur Hulu est distribuée est par Star sur Disney+; en Amérique latine, la programmation est disponible sur son service jumeau Star+ [réf. nécessaire] ; et en Inde et dans certaines parties de l'Asie du Sud-Est, ces programmes sont distribués par Disney+ Hotstar.
Au Canada, presque toutes les émissions originales de FX sont diffusées en première exclusivité[source secondaire souhaitée] sur les versions nationales de FX et FXX, dans le cadre d'une relation précédemment établie entre FX Networks et Rogers Sports and Media.
Au Royaume-Uni, les droits de diffusion de Mrs. America appartiennent à la BBC.[réf. nécessaire]
Le contenue de FX Networks n'apparait pas sur Disney+ Star en Australie en raison d'un accord de licence avec Binge.[réf. nécessaire]